# Spilosoma paupera
Spilosoma paupera är en fjärilsart som beskrevs av Hoffmann 1911. Spilosoma paupera ingår i släktet Spilosoma och familjen björnspinnare. Inga underarter finns listade i Catalogue of Life.